# Рыжий маврикийский пастушок
Рыжий маврикийский пастушок (лат. Aphanapteryx bonasia) — вид вымерших нелетающих птиц из семейства пастушковых, единственный в роде Aphanapteryx. Обитали  исключительно на Маврикии и исчезли уже до 1700 года в результате охоты и разрушения местообитания.

## Описание

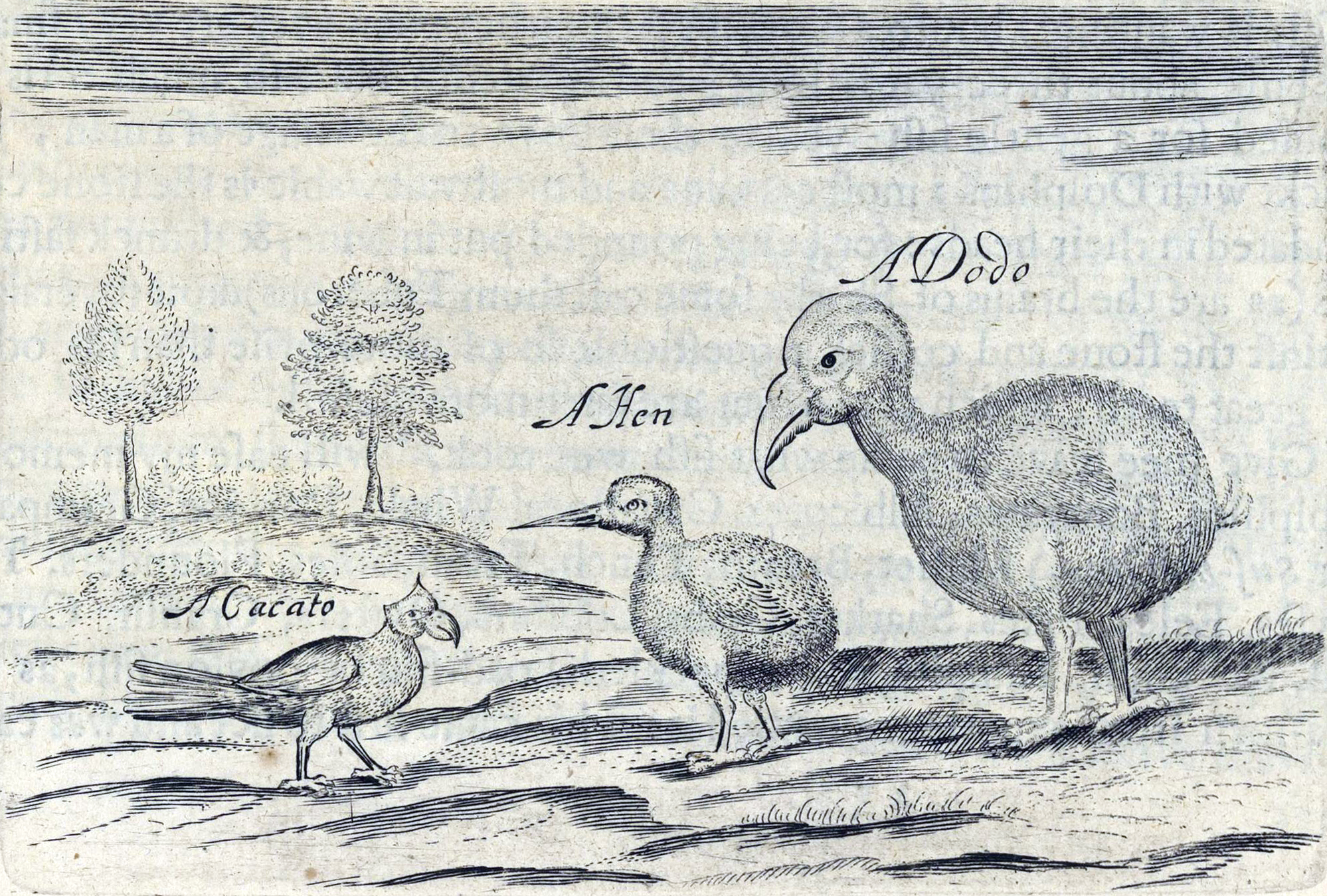
Эскиз Сэра Томаса Херберта 1634 года, на котором показаны чубатый попугай, рыжий маврикийский пастушок и маврикийский дронт

Сохранились только костные остатки вида, а также несколько более или менее хороших изображений, которые позволяют сделать вывод о том, что птица была величиной примерно 50 см. На основании одного из этих рисунков, а также сообщений современников, оперение птицы было красного или красно-коричневого окраса и было похоже скорее на волосяной покров. Клюв на рисунках был изображён у разных птиц по-разному, у некоторых он был почти прямой, у других кривой.
Имеются свидетельства, что у этих птиц был особенный интерес к красным предметам. Их внимание можно было привлечь кусочком красного материала, на который они пытались наброситься. Таким образом можно было очень легко схватить птицу в руки и убить, причём крик схваченной птицы привлекал других сородичей, которых также можно было легко схватить и убить. Вкус мяса птицы описывался как очень хороший. Таким образом не удивительно, что рыжий маврикийский пастушок был истреблён уже до 1700 года.